# Portunion bourdoni
Portunion bourdoni är en kräftdjursart som beskrevs av Dominique Chaix och Veillet 1981. Portunion bourdoni ingår i släktet Portunion och familjen Entoniscidae. Inga underarter finns listade i Catalogue of Life.